# Amerikai labdarúgó-válogatott
Az amerikai labdarúgó-válogatott az Amerikai Egyesült Államok nemzeti labdarúgócsapata, amelyet az amerikai labdarúgó-szövetség (angolul: United States Soccer Federation) irányít. A szövetséget 1913-ban alapították és még ugyanebben az évben felvételt nyert a Nemzetközi Labdarúgó-szövetségbe is.
Az amerikai labdarúgó-válogatott Észak- és Közép-Amerika legeredményesebb csapata. A világranglistán tartósan a legjobb helyezést foglalja el a térség válogatottjai közül, emellett eredményeit tekintve is a legsikeresebb.
A labdarúgó-világbajnokságokon eddig tíz alkalommal szerepelt. Legjobb eredménye egy harmadik helyezés volt, amelyet az első, 1930-as tornán sikerült elérnie. Ezt követően a csapat számára legtöbbször már a csoportkör után véget ért a küzdelem. A labdarúgó-világbajnokságok során eddig egy ízben, 1994-ben szerepelhetett rendezőként. Ekkor a nyolcaddöntőig jutott el. Az 1998-as labdarúgó-világbajnokságon az abszolút utolsó helyen végzett, 2002-ben azonban egészen a negyeddöntőig jutott. 2006-ban az előzetesen „halálcsoportnak” nevezett négyesből nem sikerült továbbjutnia és a csoport utolsó helyén végzett, mindössze egy szerzett ponttal.
A térség válogatottjai számára megrendezett CONCACAF-aranykupában az amerikai nemzeti tizenegy a második legsikeresebb csapat. Mindössze egy alkalommal, 2000-ben nem szerzett érmet, ekkor a negyeddöntőben kiesett. Ezenkívül azonban négyszeres kupagyőztes, háromszoros ezüst- és kétszeres bronzérmes volt a csapat. Az 1991 előtt rendezett, CONCACAF-bajnokság néven futó tornákat is beleértve a legtöbb győzelmet a mexikói labdarúgó-válogatott szerezte az amerikai előtt.
A Copa América küzdelmeire eddig négyszer kapott meghívást, először 1993-ban. Legjobb eredménye eddig egy negyedik helyezés volt 1995-ben. 1997-től kezdődően a csapatot minden tornára meghívják, mivel azonban ez legtöbbször egybeesik a bajnokság mérkőzéseivel, azóta mindössze egy tornán vett részt.
A konföderációs kupán rendkívül jól szerepel az amerikai labdarúgó-válogatott és eddig itt érte el a legnagyobb nemzetközi sikereit is felnőtt szinten. 1992-ben, az első tornán, amelynek még csak négy résztvevője volt, az amerikai válogatott bronzérmet szerzett. Ezt 1999-ben megismételte. 2009-ben pedig egészen a döntőig jutott. A csoportmérkőzések után a továbbjutáshoz némi szerencsére is szüksége volt, azonban az egyenes kieséses szakaszban már semmi sem emlékeztetett a csoportkörben elszenvedett két háromgólos vereségre. A csapat az elődöntőben az Európa-bajnok spanyol labdarúgó-válogatottat búcsúztatta. A döntőben pedig a brazil labdarúgó-válogatott volt az ellenfele. Az első félidő végére kétgólos előnyhöz jutott az amerikai válogatott. A második félidőben azonban a brazilok előbb kiegyenlítettek, majd megfordították a mérkőzés állását és így végül ők nyerték meg a tornát.
Az amerikaiak legnagyobb riválisa a mexikói labdarúgó-válogatott. A mexikóiakkal szemben egészen az 1990-es évekig szinte teljesen esélytelen volt a csapat. Addig egy-egy győzelemtől, illetve döntetlentől eltekintve a mexikóiak többnyire súlyos vereséget mértek az amerikai labdarúgó-válogatottra. Azóta viszont az amerikai csapat számít Észak- és Közép-Amerika legerősebb válogatottjának.
A válogatott gólrekordere Landon Donovan, aki pályafutása során összesen 57 gólt szerzett. A legtöbb mérkőzésen pedig Cobi Jones (164) lépett pályára, aki 1992 és 2004 között szerepelt a nemzeti csapatban. 2009 júliusáig az amerikai válogatottban tizenegy olyan játékos szerepelt, aki száznál is több alkalommal lépett pályára a csapat színeiben.

## Története

### A kezdetek
Az amerikai labdarúgó-válogatott első, nem hivatalos mérkőzésére 1885. november 28-án került sor Newarkban. A csapat ellenfele a kanadai labdarúgó-válogatott volt. A mérkőzést Alex Gibson találatával a kanadaiak nyerték 1:0 arányban. 1886. november 25-én ugyanezen a helyszínen újabb mérkőzést játszott egymással a két csapat, de ekkor már a hazaiak csapat nyert 3:2-re. A következő két mérkőzést is Kanadával játszották, igaz, nyolc évvel később, 1904-ben. Kanada mindkétszer sima győzelmet aratott, előbb 4–0-ra, majd 7–0-ra győzte le az amerikai csapatot.[forrás?]
Az 1904. évi nyári olimpiai játékokon az a különleges helyzet állt elő, hogy az amerikaiak ezüst- és bronzérmet is szereztek. A tornán ugyanis csak három csapat vett részt, a kanadai Galt FC és két amerikai, a Christian Brothers és a St. Rose Parish. A Galt mindkét csapatot legyőzte, így végül megszerezte az aranyérmet. A Christian Brothers két megismételt mérkőzésen győzte le a másik amerikai csapatot (az első két mérkőzésük gól nélküli döntetlent hozott).

### Az 1930-as évek
A világbajnokságok történetének első győzelmét az USA szerezte 1930. július 13-án, az uruguayi világbajnokságon, miután 3–0 arányban múlták felül Belgiumot. A mérkőzést a montevideói Estadio Gran Parque Centralban játszották.
A csapat a következő mérkőzésen Paraguay ellen is győzött, ismét 3–0 arányban. A FIFA hivatalos állásfoglalása szerint Bert Patenaude szerezte az első és a harmadik, míg Tom Florie a második gólt. Más források szerint a második gólt is Patenaude vagy a paraguayi Ramón González szerezte. 2006 novemberében a FIFA megváltoztatta véleményét, eszerint mindhárom gólt Patenaude szerezte, így ő lett a világbajnokságok történetének első mesterhármast szerző játékosa. Két győzelmével a válogatott bejutott az elődöntőbe, ahol súlyos, 6–1-es vereséget szenvedett az argentinoktól. Bronzmérkőzés nem volt, így Jugoszláviával együtt bronzérmes lett.
Két évvel később, az 1932. évi nyári olimpiai játékokon a labdarúgás nem szerepelt a programok között, nagyrészt a sportág amerikai népszerűtlensége miatt. Így a hazai rendezésű versenyen a labdarúgás csak nem hivatalos keretek között zajlott. A tornán az USA győzni tudott, a második helyen Mexikó, a harmadikon Kanada végzett.

### 1950 és 1980 között
1950-ben a válogatott a második világháború utáni első világbajnokságra is kijutott. A csoportkör során Spanyolország, Anglia és Chile volt az ellenfél. Az első meccsen Spanyolországtól 3–1-es vereséget szenvedtek, azonban a következő mérkőzésen 1–0-ra legyőzték az angol válogatottat. A gólszerző Joe Gaetjens volt. Ez volt a világbajnokság legnagyobb meglepetése, főleg annak tükrében, hogy egy barátságos meccsen az amerikaiak sima, 6–1-es vereséget szenvedtek az angol csapattól. A Sports Illustrated és a Soocer Digest magazin a mérkőzést „Miracle on Grass”-ként (Csoda a füvön) jellemezte. Mivel a harmadik csoportmérkőzésen 5–2-re kikaptak Chilétől, ez azt jelentette, hogy azonos pontszámmal, de rosszabb gólkülönbséggel a negyedik, utolsó helyen végeztek.
Az ezt követő bő harminc évben az amerikai válogatott szinte semmilyen szerepet nem játszott a világ labdarúgásában. A világbajnokságokra nem sikerült kijutni, más torna pedig ekkor még nem volt, amin részt vehetett volna. Ekkoriban tehát csak barátságos mérkőzéseket játszott, ám ezek nagy többségén sem sikerült győznie. Kevés győzelmét többnyire gyengébb, karibi válogatottak ellen aratta. Az egyetlen európai válogatott, akit 1973 augusztusában sikerült legyőznie, Lengyelország volt.

### A 80-as évek
Az 1970-es évek végén megalakult a North American Soccer League, amihez nagy reményeket fűztek. Azt várták, hogy az amerikaiak ennek hatására egyre inkább meghatározó résztvevői lesznek a különböző tornáknak. A várt áttörés azonban elmaradt, a válogatott maradt a korábbi szinten. 1981 és 1983 között például összesen két mérkőzést játszottak.
A nemzeti csapat 1983-ban elindult a bajnokságban, Team America néven. Ez sem hozta meg a kívánt sikert, ugyanis a válogatott játékosok inkább saját klubjukban szerepeltek a válogatott helyett. A csapat végül a bajnokság utolsó helyén végzett, így úgy döntöttek, a válogatott visszalép a bajnokságban való indulástól.
A vezetők következő célja az volt, hogy kijussanak az 1984-es olimpiára és az 1986-os világbajnokságra. A NOB megengedte a nem európai és nem dél-amerikai csapatoknak, hogy teljes felnőtt kerettel szerepeljenek az olimpián. Ennek ellenére az amerikai csapatnak nem sikerült továbbjutnia, ugyanis csak a csoport harmadik helyén végezett, Egyiptommal azonos pontszámmal, viszont rosszabb gólkülönbséggel. Az első mérkőzésen még 3–0-ra legyőzte Costa Rica csapatát, az ezt követő két találkozón azonban előbb kikapott az olaszoktól, az utolsó meccsen pedig csak egy döntetlenre volt képes Egyiptom ellen.
A két évvel később megrendezett világbajnokság megrendezésére az USA Kanadával közösen pályázott, de a tornát végül Mexikó rendezhette meg, annak ellenére, hogy nem sokkal azelőtt egy erős földrengés rázta meg az országot.
A kvalifikáción a résztvevőket először három hármas csoportba osztották be. Ezután a csoportelsők egy újabb hármas csoportot alkottak, ahol oda-visszavágós rendszerben játszottak a csapatok. Az itt lejátszott négy mérkőzés után derül ki, melyik válogatott kvalifikálja magát a világbajnokságra. A selejtező sokáig jól alakult az amerikaiak számára, mert egészen az utolsó fordulóig az első helyen álltak csoportjukban, így az utolsó fordulóban már egy döntetlen is elég lett volna a továbbjutáshoz. Ekkor azonban hazai pályán 1–0-s vereséget szenvedtek attól a Costa Ricától, akiket korábban már 3–0-ra sikerült legyőzni. A győztes gólt a 35. percben Evaristo Coronado szerezte. Az amerikai válogatott ezzel csoportjuk második helyén végzett, és kiesett. A zónából végül Kanada kvalifikálta magát a vb-re.

### A 90-es évek
A sikertelen vb-selejtezőket követően nagy változások történtek az amerikai labdarúgásban. 1984-ben megszűnt a NASL, ezért az amerikai labdarúgók egyre nagyobb számban szerződtek erősebb bajnokságokba, főleg Európába.
1989-ben az USA megkapta az 1994-es labdarúgó-világbajnokság rendezési jogát. Ez a döntés nagyrészt negatív visszhangot kapott, egyrészt a válogatott gyengesége, másrészt a professzionális bajnokság hiánya miatt. Ez valamelyest csillapodott akkor, amikor 1–0-ra legyőzték Trinidad és Tobago válogatottját. Közel két év után ez volt az első idegenbeli győzelmük, és mivel ez a CONCACAF-bajnokságon történt, ez azt jelentette, hogy negyven év után ismét kijutottak a világbajnokságra. A torna azonban nem volt túl sikeres számukra, mindhárom csoportmeccsükön kikaptak és kiestek.
A következő évben a válogatott ismét, ezúttal veretlenül megnyerte a CONCACAF-aranykupát. A sikerek 1992-ben is folytatódtak, a US Cupon is győzni tudtak. Itt sikerült legyőzni az ír és a portugál csapatot, az olaszokkal pedig döntetlent játszottak. Ugyanebben az évben meghívást kaptak az újonnan létrehozott konföderációs kupára is. A tornán ekkor még csak négy csapat szerepelt. Az elődöntőben kikaptak, így a torna első kiírásán a bronzéremért játszhattak, amit végül sikerült is megszerezni.
1994-ben, a hazai rendezésű világbajnokságon elérkezett a hosszú idő óta várt áttörés. A tornát egy döntetlennel nyitották Svájc ellen. A következő találkozón sikerült a győzelmet is megszerezni Kolumbia ellen, többek között a később meggyilkolt Andrés Escobar öngóljának is köszönhetően. Bár az utolsó mérkőzésen a csapat 1–0-ra kikapott a románoktól, ennek ellenére továbbjutott. A végállomást a nyolcaddöntő jelentette, ahol az USA 1–0-s vereséget szenvedett a későbbi világbajnok brazil csapattól.
A következő vb már nem sikerült ilyen jól. A válogatott mindhárom csoportmérkőzésen vereséget szenvedett, és végül az abszolút utolsó, 32. helyen végezett. A szövetségi kapitányt, Steve Sampsont már a torna előtt rengeteg kritika érte a csapatkapitány és több fontos játékos kihagyása miatt a keretből, a sajtó szerint ennek volt tulajdonítható a rendkívül gyenge szereplés. A következő évben a csapat ismét szerepelt a konföderációs kupán. Itt a csoportból a második helyen jutottak tovább Brazília mögött. Ezt követően, rögtön az elődöntőben vereséget szenvedtek Mexikótól, így csak a harmadik helyért játszhattak. A bronzmérkőzésen Szaúd-Arábia volt az ellenfél, akit végül 2–0-ra sikerült legyőzni, így az 1992-es – az akkor még csak négy csapatos torna után – ismét bronzérmet tudtak szerezni.

### 2000-es évek
Az amerikai labdarúgó-válogatottnak 2002-ben sikerült megnyerni a CONCACAF-aranykupát, ez volt első tornagyőzelmük az új évezredben. Az ezt követő 2002-es labdarúgó-világbajnokságon ismét jól szerepelt a válogatott, a csoportból a második helyen jutottak tovább, megelőzve a portugál és a lengyel csapatot is. Az USA a nyolcaddöntőben is győzni tudott, Mexikó ellen. A negyeddöntőben azonban a németek már túl nagy akadályt jelentettek, a később a döntőig jutó csapattól 1–0-s vereséget szenvedtek. A következő említésre méltó siker 2005-ben jött el, amikor a csapat ismét megnyerte a CONCACAF-aranykupát.
Az USA a 2006-os világbajnokságonon az „E” csoportba került, a csehekkel, az olaszokkal és a ghánaiakkal. A világranglista első tíz csapatából három is ebben a kvartettben volt, így előzetesen ezt tekintették az úgynevezett „halálcsoportnak”.

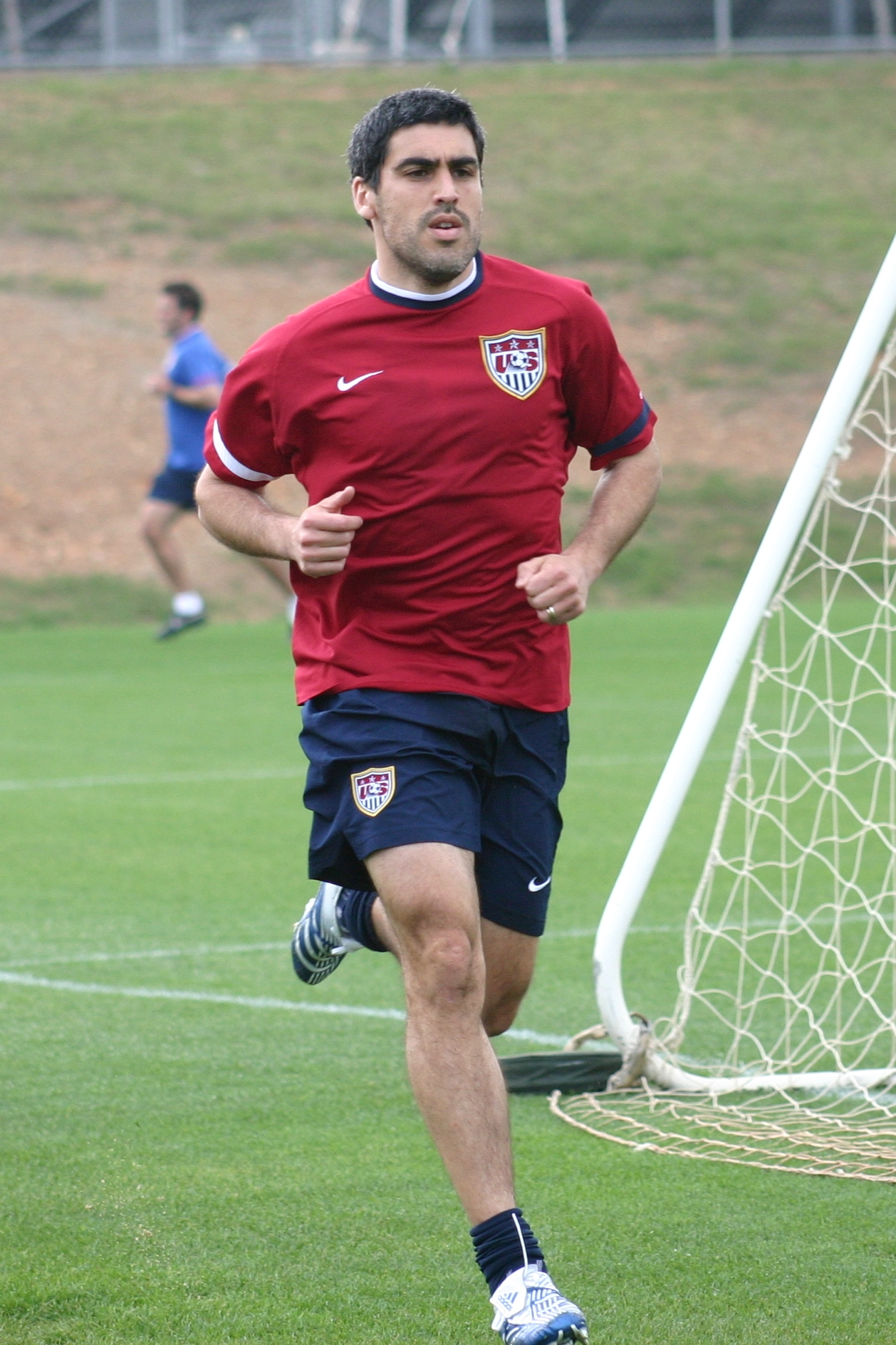
Claudio Reyna 2006-ban

A csapat a tornát egy 3–0-s vereséggel nyitotta Csehország ellen, majd 1-1-es döntetlennel folytatta a küzdelmet az olaszok ellen, köszönhetően egy olasz öngólnak. A mérkőzésen piros lapot kapott Pablo Mastroeni és Eddie Pope az első félidő végén és a második félidő elején, így kilenc emberrel folytatták a mérkőzést. Az olasz csapatból is kiállítottak egy játékost, Daniele de Rossi Beasley lekönyökléséért mehetett idő előtt zuhanyozni. A kiesés már ekkor valószínű volt, de matematikai esélyük még maradt. Az amerikaiak búcsúja az utolsó csoportmérkőzésen vált biztossá, amikor 2–1-re kikaptak Ghánától. A válogatott utolsó lett csoportjában, így a csehekkel együtt nem jutottak a legjobb 16 közé. Miután nyeretlenül tértek haza, az 1934-es és az 1990-es olaszországi, az 1998-as franciaországi és a 2006-os németországi vb-k után még mindig nem sikerült győzniük európai rendezésű világbajnokságokon. Az olaszok elleni döntetlen volt az USA első szerzett pontja európai vb-n.

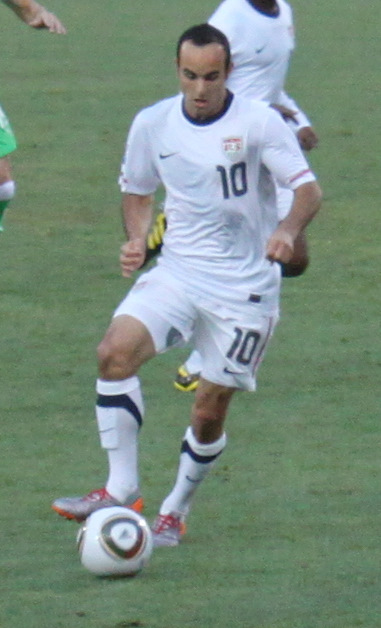
Landon Donovan

Az amerikai válogatott 2007-ben Mexikó legyőzésével diadalmaskodott a CONCACAF-aranykupán, ezzel kvalifikálta magát a 2009-es dél-afrikai konföderációs kupára. A kupa előtti utolsó FIFA-világranglistán az USA a 14. helyen állt, megelőzve a szintén a kupán szereplő Egyiptomot és Új-Zélandot. A konföderációs kupán a „B” csoportban szerepeltek Brazíliával, Olaszországgal és Egyiptommal. Az első és a második meccset elveszítették, előbb Olaszországtól, majd Brazíliától kaptak három gólt. A csoport utolsó köre előtt különös helyzet állt elő: Olaszországnak és Egyiptomnak három, az USA-nak nulla pontja volt, de ha előbbiek kikapnak és az Egyesült Államok győz, akkor a jobb gólkülönbség és a több rúgott gól határozza meg a továbbjutót. Az utolsó mérkőzéseken Olaszország 3–0-ra kikapott Brazíliától, Egyiptom pedig ugyanilyen arányú vereséget szenvedett az amerikaiaktól. Így Egyiptomnak –3, Olaszországnak és az Egyesült Államoknak pedig –2-es gólkülönbsége volt, és a két utóbbi közül az USA jutott tovább több lőtt góljának köszönhetően. Az elődöntőben az amerikaiak az „A” csoport győztesével, Spanyolországgal játszottak. A kontratámadásokra berendezkedő amerikaiak korán megszerezték a vezetést egy spanyol védelmi megingást követően, amikor – fizikai fölényét kihasználva – Jozy Altidore talált a kapuba. A spanyolok a kapott gól miatt kitámadtak, és a mérkőzés végén egy újabb gólt kaptak, ezúttal Sergio Ramos hibája nyomán, a gólszerző Clint Dempsey volt. A fináléban Brazília volt az ellenfél, miután a másik elődöntőben legyőzték a dél-afrikaiakat. A mérkőzés az elődöntőhöz hasonlóan kezdődött, az első félidő kétgólos amerikai előnnyel zárult. A gólokat Dempsey a 10. percben és Donovan a 27. percben szerezték. A második játékrész azonban brazil fölényt hozott: előbb Luís Fabiano lőtt két gólt (46. és 74. perc), majd a 84. percben Lúcio a győztes gólt is megszerezte.
A 2009-es CONCACAF-aranykupán a válogatott címvédőként szerepelhet. A keret jelentősen kicserélődött a Konföderációs Kupáéhoz képest, az ott szereplő játékosok közül mindössze öten maradtak a keretben. A játékosok között 15 olyan található, aki jelenleg az MSL-ben játszik. Az első fordulóban egy sima, 4–0-s győzelmet arattak Grenada válogatottja felett. A gólszerzők Adu, Holden, Rogers és Davies voltak. A második mérkőzésen ismét győztek, 2–0-ra Honduras ellen. A gólokat Santino Quaranta és Brian Ching szerezték. A harmadik, már tét nélküli összecsapáson Haiti volt az ellenfél. A győzelem ezúttal elmaradt, a meccs 2–2-es döntetlennel végződött. Az amerikai gólszerzők Davy Arnaud és Stuart Holden voltak. A negyeddöntőben Panama volt az ellenfél, az amerikai válogatott végül hosszabbítás után, Kenny Cooper 106. percben, büntetőből szerzett góljával nyert 2–1-re. Az elődöntőben az amerikaiak sima győzelmet arattak a csoportkörben már egyszer legyőzött Honduras ellen. A végeredmény, csakúgy mint akkor, 2–0 lett. A döntőben az örök rivális Mexikó volt az ellenfél. A mérkőzés egy már-már megalázó, 5–0-s amerikai vereséggel végződött.

### 2010-es évek
A 2010-es világbajnokságra sikeresen kijutottak. A selejtezők második fordulójában kapcsolódtak be a sorozatba és Barbadost 9–0-ás összesítéssel ejtették ki. A harmadik fordulóban ötször nyertek: Guatemalát 1–0-ra és 2–0-ra, Kubát 1–0-ra és 6–1-re, míg Trinidadot 3–0-ra verték és csak egy mérkőzésen kaptak ki Trinidad és Tobagótól idegenben 2–1-re. A hatos döntőt megnyerték Mexikó és Honduras előtt és kijutottak a dél-afrikai világbajnokságra, ahol a C csoportba kerültek. Anglia ellen 1–1-es döntetlennel kezdték a tornát. Szlovéniával 2–2-es döntetlent játszottak. A harmadik csoportmérkőzésen pedig 1–0-ra legyőzték Algériát Landon Donovan hosszabbításban szerzett góljával. Megnyerték a csoportjukat és 1930 után először jutottak tovább az egyenes kieséses szakaszba. A nyolcaddöntőben azonban 2–1-es vereséget szenvedtek Ghána ellen és kiestek.

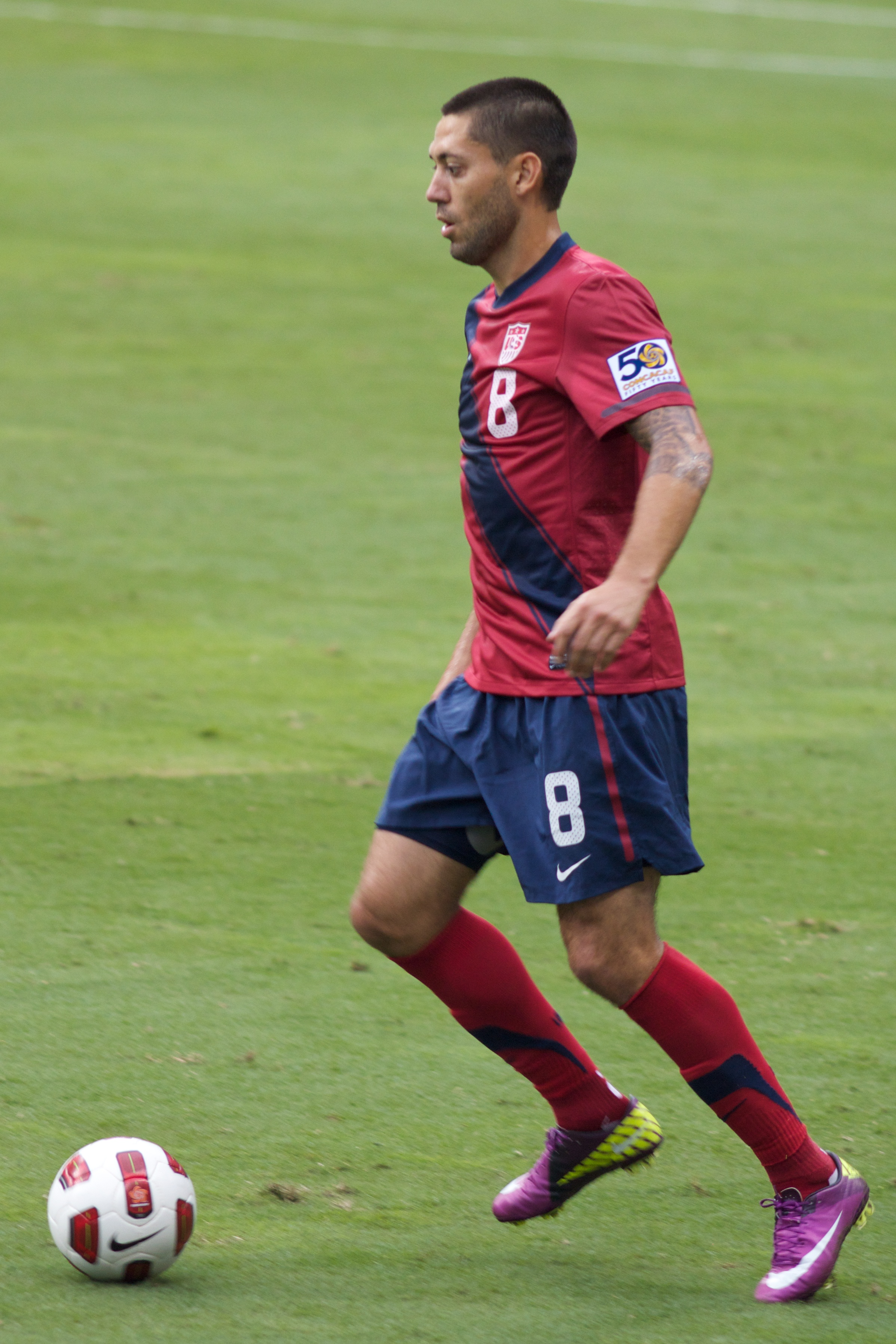
Clint Dempsey 2011-ben

2011-ben ismét az Egyesült Államok adott otthont a CONCACAF-aranykupának. A csoportkörből továbbjutva a negyeddöntőben Panamát 2–0-ra, az elődöntőben Jamaicát verték 1–0-ra. A döntőt viszont elveszítették 4–2 arányban Mexikóval szemben. A tornát követően Bob Bradley-t a német Jürgen Klinsmann váltotta a szövetségi kapitányi poszton. 2012-ben és 2013-ban szereztek néhány értékes győzelmet. 2012. február 29-én 1–0-ra legyőzték Olaszországot, ami az amerikai válogatott történetének első győzelme volt Olaszország ellen. 2013. június 2-án 4–3-ra győztek Németország ellen. Az Egyesült Államokban rendezett 2013-as CONCACAF-aranykupán a döntőben Landon Donovan góljával 1–0-ra verték Panamát és megnyerték a tornát. A 2014-es világbajnokság selejtezőiben megnyerték a csoportjukat Mexikó és Honduras előtt és bebiztosították a helyüket az brazíliai világbajnokságra, ahol a G csoportba kerültek a sorsolást követően. Uruguay ellen 2–1-re nyertek az első mérkőzésen Clint Dempsey és John Brooks góljaival, majd következett a Portugália elleni 2–2-es döntetlen. Jermaine Jones és Dempsey találataival megfordították a állást, de végül a portugáloknak a 95. percben sikerült döntetlenre menteniük a mérkőzést. A harmadik találkozón Németországtól 1–0-ra kikaptak. A második helyen jutottak tovább a csoportkörből és a nyolcaddöntőben Belgiummal találkoztak, ahol hosszabbítást követően kaptak ki 2–1-re. A 2015-ös CONCACAF-aranykupán a negyedik helyen végeztek, miután az elődöntőben Jamaica ellen 2–1-es vereséget szenvedtek, a bronzmérkőzésen pedig Mexikótól kaptak ki 3–1-re. 
2016-ban rendezőként részt vettek a centenáriumi Copa Américán, melyen az elődöntőig jutottak és végül a negyedik helyen fejezték be a tornát. A 2017-es CONCACAF-aranykupán Jozy Altidore és Jordan Morris góljaival 2–1-re legyőzték Jamaicát a döntőben és ismét elhódították a trófeát.
A 2018-as világbajnokság selejtezőiben a Mexikó elleni hazai 2–1-es és a Costa Rica elleni idegenbeli 4–0-ás vereséget követően Jürgen Klinsmannt menesztették a kapitányi posztról. Helyére a korábbi szövetségi kapitányt Bruce Arenat nevezték ki. Honduras ellen egy 6–0-ás győzelemmel javítottak, amit a Panama elleni 1–1-es idegenbeli döntetlen követett, majd Trinidad és Tobagó-t verték hazai pályán 2–0-ra. mögött a második helyet szerezték meg és kijutottak az Oroszországban rendezett világbajnokságra. Mexikóban Michael Bradley góljával gyorsan megszerezték a vezetést, de a vége 1–1 lett. A folytatásban Costa Ricától hazai pályán szenvedtek 2–0-ás vereséget, Hondurasban pedig 1–1-es döntetlent értek el. Panama 4–0-ás legyőzésével hangolódtak az utolsó mindent eldöntő selejtezőre, amit azonban Trinidad és Tobago ellen 2–1-re elveszítettek és ez azt jelentette, hogy nem jutottak ki a 2018-as világbajnokságra. 1986 óta először fordult elő, hogy lemaradtak az aktuális világbajnokságról. A 2019-es CONCACAF-aranykupán bejutottak a döntőbe, amit Mexikó ellen 1–0-ra elveszítettek.

### 2020-as évek
A 2021-es CONCACAF-aranykupa döntőjében Mexikót győzték le 1–0-ra hosszabbításban és történetük hetedik tornagyőzelmét szerezték meg. A 2022-es világbajnokságon 1–1-es döntetlennel kezdtek Wales ellen. Timothy Weah az első félidőben megszerezte a vezetést az amerikaiak részére, de Gareth Bale a mérkőzés hajrájában egyenlített büntetőből. A második csoportmérkőzésen 0–0-ás döntetlent játszottak Angliával. Iránt Christian Pulisic góljával 1–0-ra legyőzték és továbbjutottak a csoportból. A nyolcaddöntőben Hollandia ellen szenvedtek 3–1-es vereséget.

## Eredmények

### Nemzetközi eredmények
Labdarúgó-világbajnokság
- Bronzérmes: 1 alkalommal (1930)

CONCACAF-aranykupa
- Aranyérmes: 7 alkalommal (1991, 2002, 2005, 2007, 2013, 2017, 2021)
- Ezüstérmes: 6 alkalommal (1989, 1993, 1998, 2009, 2011, 2019)
- Bronzérmes: 2 alkalommal (1996, 2003)

Konföderációs kupa
- Ezüstérmes: 1 alkalommal (2009)
- Bronzérmes: 2 alkalommal (1992, 1999)

NAFC-bajnokság
- Ezüstérmes: 2 alkalommal (1949, 1991)
- Bronzérmes: 2 alkalommal (1947, 1990)

Pánamerikai játékok
- Aranyérmes: 1 alkalommal (1991)
- Bronzérmes: 2 alkalommal (1959, 1999 - U21)

### Világbajnokság
| Év       | Eredmény      | Hely          | M             | Gy            | D*            | V             | Rg            | Kg            |
| -------- | ------------- | ------------- | ------------- | ------------- | ------------- | ------------- | ------------- | ------------- |
| 1930     | Bronzérmes    | 3             | 3             | 2             | 0             | 1             | 7             | 7             |
| 1934     | Nyolcaddöntős | 10            | 1             | 0             | 0             | 1             | 1             | 7             |
| 1938     | Visszalépett  | Visszalépett  | Visszalépett  | Visszalépett  | Visszalépett  | Visszalépett  | Visszalépett  | Visszalépett  |
| 1950     | Csoportkör    | 5             | 3             | 1             | 0             | 2             | 4             | 8             |
| 1954     | Nem jutott be | Nem jutott be | Nem jutott be | Nem jutott be | Nem jutott be | Nem jutott be | Nem jutott be | Nem jutott be |
| 1958     | Nem jutott be | Nem jutott be | Nem jutott be | Nem jutott be | Nem jutott be | Nem jutott be | Nem jutott be | Nem jutott be |
| 1962     | Nem jutott be | Nem jutott be | Nem jutott be | Nem jutott be | Nem jutott be | Nem jutott be | Nem jutott be | Nem jutott be |
| 1966     | Nem jutott be | Nem jutott be | Nem jutott be | Nem jutott be | Nem jutott be | Nem jutott be | Nem jutott be | Nem jutott be |
| 1970     | Nem jutott be | Nem jutott be | Nem jutott be | Nem jutott be | Nem jutott be | Nem jutott be | Nem jutott be | Nem jutott be |
| 1974     | Nem jutott be | Nem jutott be | Nem jutott be | Nem jutott be | Nem jutott be | Nem jutott be | Nem jutott be | Nem jutott be |
| 1978     | Nem jutott be | Nem jutott be | Nem jutott be | Nem jutott be | Nem jutott be | Nem jutott be | Nem jutott be | Nem jutott be |
| 1982     | Nem jutott be | Nem jutott be | Nem jutott be | Nem jutott be | Nem jutott be | Nem jutott be | Nem jutott be | Nem jutott be |
| 1986     | Nem jutott be | Nem jutott be | Nem jutott be | Nem jutott be | Nem jutott be | Nem jutott be | Nem jutott be | Nem jutott be |
| 1990     | Csoportkör    | 17            | 3             | 0             | 0             | 3             | 2             | 8             |
| 1994     | Nyolcaddöntős | 9             | 4             | 1             | 1             | 2             | 3             | 4             |
| 1998     | Csoportkör    | 17            | 3             | 0             | 0             | 3             | 1             | 5             |
| 2002     | Negyeddöntők  | 5             | 5             | 2             | 1             | 2             | 7             | 7             |
| 2006     | Csoportkör    | 17            | 3             | 0             | 1             | 2             | 2             | 6             |
| 2010     | Nyolcaddöntős | 12            | 4             | 1             | 2             | 1             | 5             | 5             |
| 2014     | Nyolcaddöntős | 15            | 4             | 1             | 1             | 2             | 5             | 6             |
| 2018     | Nem jutott be | Nem jutott be | Nem jutott be | Nem jutott be | Nem jutott be | Nem jutott be | Nem jutott be | Nem jutott be |
| 2022     | Nyolcaddöntős | 14            | 4             | 1             | 2             | 1             | 3             | 4             |
| Összesen | Elődöntős     | 11/22         | 33            | 8             | 6*            | 19            | 37            | 62            |

* Tartalmazza azokat a mérkőzéseket is, amelyeken büntetőpárbajra került sor.
** A piros keretben jelölt világbajnokság hazai rendezésű volt.

### NAFC-bajnokság
| Év       | Eredmény   | M  | Gy | D* | V | Rg | Kg |
| -------- | ---------- | -- | -- | -- | - | -- | -- |
| 1947     | Bronzérmes | 2  | 0  | 0  | 2 | 2  | 10 |
| 1949     | Ezüstérmes | 4  | 1  | 1  | 2 | 8  | 15 |
| 1990     | Bronzérmes | 2  | 0  | 0  | 2 | 0  | 2  |
| 1991     | Ezüstérmes | 2  | 1  | 1  | 0 | 4  | 2  |
| Összesen | 4/4        | 10 | 2  | 2  | 6 | 14 | 29 |

### CONCACAF-aranykupa
| Év       | Eredmény     | M   | Gy | D* | V  | Rg  | Kg |
| -------- | ------------ | --- | -- | -- | -- | --- | -- |
| 1991     | Aranyérmes   | 5   | 4  | 1  | 0  | 10  | 3  |
| 1993     | Ezüstérmes   | 5   | 4  | 0  | 1  | 5   | 5  |
| 1996     | Bronzérmes   | 4   | 3  | 0  | 1  | 8   | 3  |
| 1998     | Ezüstérmes   | 4   | 3  | 0  | 1  | 6   | 2  |
| 2000     | Negyeddöntős | 3   | 2  | 1  | 0  | 6   | 2  |
| 2002     | Aranyérmes   | 5   | 4  | 1  | 0  | 9   | 1  |
| 2003     | Bronzérmes   | 5   | 4  | 0  | 1  | 13  | 2  |
| 2005     | Aranyérmes   | 6   | 4  | 2  | 0  | 11  | 3  |
| 2007     | Aranyérmes   | 6   | 6  | 0  | 0  | 13  | 3  |
| 2009     | Ezüstérmes   | 6   | 4  | 1  | 1  | 12  | 8  |
| 2011     | Ezüstérmes   | 6   | 4  | 0  | 2  | 9   | 6  |
| 2013     | Aranyérmes   | 6   | 6  | 0  | 0  | 20  | 4  |
| 2015     | 4. helyezett | 6   | 3  | 2  | 0  | 12  | 5  |
| 2017     | Aranyérmes   | 6   | 5  | 1  | 0  | 13  | 4  |
| 2019     | Ezüstérmes   | 6   | 5  | 0  | 1  | 15  | 2  |
| 2021     | Aranyérmes   | 6   | 6  | 0  | 0  | 11  | 1  |
| 2023     | Elödöntős    | 5   | 2  | 3  | 0  | 16  | 4  |
| Összesen | 17/17        | 102 | 75 | 16 | 11 | 199 | 66 |

* Tartalmazza azokat a mérkőzéseket is, amelyeken büntetőpárbajra került sor.
** A piros keretben jelölt torna hazai rendezésű volt.

### Copa América
| Év       | Eredmény       | Hely           | M              | Gy             | D*             | V              | Rg             | Kg             |
| -------- | -------------- | -------------- | -------------- | -------------- | -------------- | -------------- | -------------- | -------------- |
| 1916     | Nem hívták meg | Nem hívták meg | Nem hívták meg | Nem hívták meg | Nem hívták meg | Nem hívták meg | Nem hívták meg | Nem hívták meg |
| 1917     | Nem hívták meg | Nem hívták meg | Nem hívták meg | Nem hívták meg | Nem hívták meg | Nem hívták meg | Nem hívták meg | Nem hívták meg |
| 1919     | Nem hívták meg | Nem hívták meg | Nem hívták meg | Nem hívták meg | Nem hívták meg | Nem hívták meg | Nem hívták meg | Nem hívták meg |
| 1920     | Nem hívták meg | Nem hívták meg | Nem hívták meg | Nem hívták meg | Nem hívták meg | Nem hívták meg | Nem hívták meg | Nem hívták meg |
| 1921     | Nem hívták meg | Nem hívták meg | Nem hívták meg | Nem hívták meg | Nem hívták meg | Nem hívták meg | Nem hívták meg | Nem hívták meg |
| 1922     | Nem hívták meg | Nem hívták meg | Nem hívták meg | Nem hívták meg | Nem hívták meg | Nem hívták meg | Nem hívták meg | Nem hívták meg |
| 1923     | Nem hívták meg | Nem hívták meg | Nem hívták meg | Nem hívták meg | Nem hívták meg | Nem hívták meg | Nem hívták meg | Nem hívták meg |
| 1924     | Nem hívták meg | Nem hívták meg | Nem hívták meg | Nem hívták meg | Nem hívták meg | Nem hívták meg | Nem hívták meg | Nem hívták meg |
| 1925     | Nem hívták meg | Nem hívták meg | Nem hívták meg | Nem hívták meg | Nem hívták meg | Nem hívták meg | Nem hívták meg | Nem hívták meg |
| 1926     | Nem hívták meg | Nem hívták meg | Nem hívták meg | Nem hívták meg | Nem hívták meg | Nem hívták meg | Nem hívták meg | Nem hívták meg |
| 1927     | Nem hívták meg | Nem hívták meg | Nem hívták meg | Nem hívták meg | Nem hívták meg | Nem hívták meg | Nem hívták meg | Nem hívták meg |
| 1929     | Nem hívták meg | Nem hívták meg | Nem hívták meg | Nem hívták meg | Nem hívták meg | Nem hívták meg | Nem hívták meg | Nem hívták meg |
| 1935     | Nem hívták meg | Nem hívták meg | Nem hívták meg | Nem hívták meg | Nem hívták meg | Nem hívták meg | Nem hívták meg | Nem hívták meg |
| 1937     | Nem hívták meg | Nem hívták meg | Nem hívták meg | Nem hívták meg | Nem hívták meg | Nem hívták meg | Nem hívták meg | Nem hívták meg |
| 1939     | Nem hívták meg | Nem hívták meg | Nem hívták meg | Nem hívták meg | Nem hívták meg | Nem hívták meg | Nem hívták meg | Nem hívták meg |
| 1941     | Nem hívták meg | Nem hívták meg | Nem hívták meg | Nem hívták meg | Nem hívták meg | Nem hívták meg | Nem hívták meg | Nem hívták meg |
| 1942     | Nem hívták meg | Nem hívták meg | Nem hívták meg | Nem hívták meg | Nem hívták meg | Nem hívták meg | Nem hívták meg | Nem hívták meg |
| 1945     | Nem hívták meg | Nem hívták meg | Nem hívták meg | Nem hívták meg | Nem hívták meg | Nem hívták meg | Nem hívták meg | Nem hívták meg |
| 1946     | Nem hívták meg | Nem hívták meg | Nem hívták meg | Nem hívták meg | Nem hívták meg | Nem hívták meg | Nem hívták meg | Nem hívták meg |
| 1947     | Nem hívták meg | Nem hívták meg | Nem hívták meg | Nem hívták meg | Nem hívták meg | Nem hívták meg | Nem hívták meg | Nem hívták meg |
| 1949     | Nem hívták meg | Nem hívták meg | Nem hívták meg | Nem hívták meg | Nem hívták meg | Nem hívták meg | Nem hívták meg | Nem hívták meg |
| 1953     | Nem hívták meg | Nem hívták meg | Nem hívták meg | Nem hívták meg | Nem hívták meg | Nem hívták meg | Nem hívták meg | Nem hívták meg |
| 1955     | Nem hívták meg | Nem hívták meg | Nem hívták meg | Nem hívták meg | Nem hívták meg | Nem hívták meg | Nem hívták meg | Nem hívták meg |
| 1956     | Nem hívták meg | Nem hívták meg | Nem hívták meg | Nem hívták meg | Nem hívták meg | Nem hívták meg | Nem hívták meg | Nem hívták meg |
| 1957     | Nem hívták meg | Nem hívták meg | Nem hívták meg | Nem hívták meg | Nem hívták meg | Nem hívták meg | Nem hívták meg | Nem hívták meg |
| 1959     | Nem hívták meg | Nem hívták meg | Nem hívták meg | Nem hívták meg | Nem hívták meg | Nem hívták meg | Nem hívták meg | Nem hívták meg |
| 1959     | Nem hívták meg | Nem hívták meg | Nem hívták meg | Nem hívták meg | Nem hívták meg | Nem hívták meg | Nem hívták meg | Nem hívták meg |
| 1963     | Nem hívták meg | Nem hívták meg | Nem hívták meg | Nem hívták meg | Nem hívták meg | Nem hívták meg | Nem hívták meg | Nem hívták meg |
| 1967     | Nem hívták meg | Nem hívták meg | Nem hívták meg | Nem hívták meg | Nem hívták meg | Nem hívták meg | Nem hívták meg | Nem hívták meg |
| 1975     | Nem hívták meg | Nem hívták meg | Nem hívták meg | Nem hívták meg | Nem hívták meg | Nem hívták meg | Nem hívták meg | Nem hívták meg |
| 1979     | Nem hívták meg | Nem hívták meg | Nem hívták meg | Nem hívták meg | Nem hívták meg | Nem hívták meg | Nem hívták meg | Nem hívták meg |
| 1983     | Nem hívták meg | Nem hívták meg | Nem hívták meg | Nem hívták meg | Nem hívták meg | Nem hívták meg | Nem hívták meg | Nem hívták meg |
| 1987     | Nem hívták meg | Nem hívták meg | Nem hívták meg | Nem hívták meg | Nem hívták meg | Nem hívták meg | Nem hívták meg | Nem hívták meg |
| 1989     | Nem hívták meg | Nem hívták meg | Nem hívták meg | Nem hívták meg | Nem hívták meg | Nem hívták meg | Nem hívták meg | Nem hívták meg |
| 1991     | Nem hívták meg | Nem hívták meg | Nem hívták meg | Nem hívták meg | Nem hívták meg | Nem hívták meg | Nem hívták meg | Nem hívták meg |
| 1993     | Csoportkör     | 9              | 3              | 0              | 1              | 2              | 3              | 6              |
| 1995     | 4. helyezett   | 4              | 6              | 2              | 1              | 3              | 6              | 7              |
| 1997     | Nem hívták meg | Nem hívták meg | Nem hívták meg | Nem hívták meg | Nem hívták meg | Nem hívták meg | Nem hívták meg | Nem hívták meg |
| 1999     | Nem hívták meg | Nem hívták meg | Nem hívták meg | Nem hívták meg | Nem hívták meg | Nem hívták meg | Nem hívták meg | Nem hívták meg |
| 2001     | Nem hívták meg | Nem hívták meg | Nem hívták meg | Nem hívták meg | Nem hívták meg | Nem hívták meg | Nem hívták meg | Nem hívták meg |
| 2004     | Nem hívták meg | Nem hívták meg | Nem hívták meg | Nem hívták meg | Nem hívták meg | Nem hívták meg | Nem hívták meg | Nem hívták meg |
| 2007     | Csoportkör     | 9              | 3              | 0              | 0              | 3              | 2              | 8              |
| 2011     | Nem hívták meg | Nem hívták meg | Nem hívták meg | Nem hívták meg | Nem hívták meg | Nem hívták meg | Nem hívták meg | Nem hívták meg |
| 2015     | Nem hívták meg | Nem hívták meg | Nem hívták meg | Nem hívták meg | Nem hívták meg | Nem hívták meg | Nem hívták meg | Nem hívták meg |
| 2016     | 4. helyezett   | 4              | 6              | 3              | 0              | 3              | 7              | 8              |
| 2019     | Nem hívták meg | Nem hívták meg | Nem hívták meg | Nem hívták meg | Nem hívták meg | Nem hívták meg | Nem hívták meg | Nem hívták meg |
| 2021     | Nem hívták meg | Nem hívták meg | Nem hívták meg | Nem hívták meg | Nem hívták meg | Nem hívták meg | Nem hívták meg | Nem hívták meg |
| 2024     | Csoportkőr     | 3              | 1              | 0              | 2              | 3              | 3              |                |
| Összesen | 4/46           |                | 21             | 6              | 2*             | 13             | 21             | 32             |

* Tartalmazza azokat a mérkőzéseket is, amelyeken büntetőpárbajra került sor.
** A piros keretben jelölt Copa América hazai rendezésű volt.

### Konföderációs kupa
| Év       | Eredmény      | M             | Gy            | D*            | V             | Rg            | Kg            |
| -------- | ------------- | ------------- | ------------- | ------------- | ------------- | ------------- | ------------- |
| 1992     | Bronzérmes    | 2             | 1             | 0             | 1             | 5             | 5             |
| 1995     | Nem jutott be | Nem jutott be | Nem jutott be | Nem jutott be | Nem jutott be | Nem jutott be | Nem jutott be |
| 1997     | Nem jutott be | Nem jutott be | Nem jutott be | Nem jutott be | Nem jutott be | Nem jutott be | Nem jutott be |
| 1999     | Bronzérmes    | 5             | 3             | 0             | 2             | 6             | 3             |
| 2001     | Nem jutott be | Nem jutott be | Nem jutott be | Nem jutott be | Nem jutott be | Nem jutott be | Nem jutott be |
| 2003     | Csoportkör    | 3             | 0             | 1             | 2             | 1             | 3             |
| 2005     | Nem jutott be | Nem jutott be | Nem jutott be | Nem jutott be | Nem jutott be | Nem jutott be | Nem jutott be |
| 2009     | Ezüstérmes    | 5             | 2             | 0             | 3             | 8             | 9             |
| 2013     | Nem jutott be | Nem jutott be | Nem jutott be | Nem jutott be | Nem jutott be | Nem jutott be | Nem jutott be |
| 2017     | Nem jutott be | Nem jutott be | Nem jutott be | Nem jutott be | Nem jutott be | Nem jutott be | Nem jutott be |
| Összesen | 4/10          | 15            | 6             | 1             | 8             | 20            | 20            |

* Tartalmazza azokat a mérkőzéseket is, amelyeken büntetőpárbajra került sor.
** A piros keretben jelölt konföderációs kupa hazai rendezésű volt.

## Jelenlegi keret
Az Amerikai Egyesült Államok (USA) 26 fős kerete a 2024–25-ös CONCACAF Nemzetek ligája elödöntőjét.
A 2025. január 22-ei  Costa Rica elleni mérkőzés után lett frissítve.
| 1  | K  | Matt Turner            | 1994. június 24. (30 éves)     | 49 | 0  | Crystal Palace           |  |  |
| 18 | K  | Patrick Schulte        | 2001. március 13. (24 éves)    | 3  | 0  | Columbus Crew            |  |  |
| 22 | K  | Zack Steffen           | 1995. április 2. (30 éves)     | 30 | 0  | Colorado Rapids          |  |  |
|    |    |                        |                                |    |    |                          |  |  |
| 2  | V  | Cameron Carter-Vickers | 1997. december 31. (27 éves)   | 18 | 0  | Celtic                   |  |  |
| 3  | V  | Chris Richards         | 2000. március 28. (25 éves)    | 23 | 1  | Crystal Palace           |  |  |
| 5  | V  | Maximilian Arfsten     | 2001. április 19. (23 éves)    | 2  | 0  | Columbus Crew            |  |  |
| 13 | V  | Tim Ream ()            | 1987. október 5. (37 éves)     | 67 | 1  | Charlotte                |  |  |
| 17 | V  | Marlon Fossey          | 1998. november 9. (26 éves)    | 1  | 0  | Standard de Liège        |  |  |
| 19 | V  | Joseph Scally          | 2002. december 31. (22 éves)   | 19 | 0  | Borussia Mönchengladbach |  |  |
| 20 | V  | Mark McKenzie          | 1999. február 25. (26 éves)    | 17 | 0  | Toulouse                 |  |  |
|    |    |                        |                                |    |    |                          |  |  |
| 4  | KP | Tyler Adams            | 1999. február 14. (26 éves)    | 42 | 2  | Bournemouth              |  |  |
| 7  | KP | Giovanni Reyna         | 2002. november 13. (22 éves)   | 31 | 8  | Borussia Dortmund        |  |  |
| 8  | KP | Weston McKennie        | 1998. augusztus 28. (26 éves)  | 58 | 11 | Juventus                 |  |  |
| 11 | KP | Tanner Tessmann        | 2001. szeptember 24. (23 éves) | 6  | 0  | Lyon                     |  |  |
| 12 | KP | Jack McGlynn           | 2003. július 7. (21 éves)      | 3  | 1  | Houston Dynamo           |  |  |
| 14 | KP | Diego Luna             | 2003. szeptember 7. (21 éves)  | 3  | 0  | Real Salt Lake           |  |  |
|    |    |                        |                                |    |    |                          |  |  |
| 6  | CS | Yunus Musah            | 2002. november 29. (22 éves)   | 45 | 1  | AC Milan                 |  |  |
| 9  | CS | Josh Sargent           | 2000. február 20. (25 éves)    | 27 | 5  | Norwich City             |  |  |
| 10 | CS | Christian Pulisic      | 1998. szeptember 18. (26 éves) | 76 | 32 | AC Milan                 |  |  |
| 15 | CS | Brian Gutiérrez        | 2003. június 17. (21 éves)     | 2  | 0  | Chicago Fire             |  |  |
| 16 | CS | Patrick Agyemang       | 2000. november 7. (24 éves)    | 2  | 2  | Charlotte                |  |  |
| 21 | CS | Timothy Weah           | 2000. február 22. (25 éves)    | 42 | 7  | Juventus                 |  |  |
| 23 | CS | Brian White            | 1996. február 3. (29 éves)     | 3  | 1  | Vancouver Whitecaps      |  |  |

## Ismertebb játékosok
A félkövérrel jelzett játékosok ma is aktívak.
| - Freddy Adu - Jeff Agoos - Jozy Altidore - Bruce Arena - Desmond Armstrong - Marcelo Balboa - Walter Bahr - DaMarcus Beasley - Gregg Berhalter - Carlos Bocanegra - Mike Burns - Paul Caligiuri - Steve Cherundolo - Fernando Clavijo - Rick Davis - Clint Dempsey - Landon Donovan - Thomas Dooley - John Doyle | - Brad Friedel - Joe Gaetjens - Billy Gonsalves - John Harkes - Frankie Hejduk - Chris Henderson - Tim Howard - Cobi Jones - Kasey Keller - Jovan Kirovski - Sacha Kljestan - Alexi Lalas - Eddie Lewis - Brian Maisonneuve - Arnie Mausser - Brian McBride - Ruben Mendoza - Tony Meola | - Joe-Max Moore - Bruce Murray - Oguchi Onyewu - Bert Patenaude - Hugo Pérez - Eddie Pope - Preki - Brian Quinn - Tab Ramos - Claudio Reyna - Werner Roth - Tony Sanneh - Juergen Sommer - Mike Sorber - Earnie Stewart - Vermes Péter - Roy Wegerle - Eric Wynalda |  |

## Rekordok

### A legtöbb válogatottsággal rendelkező játékosok
Az adatok 2022. szeptember 27. állapotoknak felelnek meg.
- A még aktív játékosok (félkövérrel) vannak megjelölve.

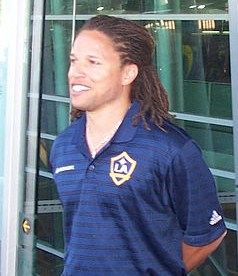
Cobi Jones a válogatottsági rekorder 164 mérkőzéssel.

| Rank | Player           | Caps | Goals | Career    |
| ---- | ---------------- | ---- | ----- | --------- |
| 1    | Cobi Jones       | 164  | 15    | 1992–2004 |
| 2    | Landon Donovan   | 157  | 57    | 2000–2014 |
| 3    | Michael Bradley  | 151  | 17    | 2006–2019 |
| 4    | Clint Dempsey    | 141  | 57    | 2004–2017 |
| 5    | Jeff Agoos       | 134  | 4     | 1988–2003 |
| 6    | Marcelo Balboa   | 127  | 13    | 1988–2000 |
| 7    | DaMarcus Beasley | 126  | 17    | 2001–2017 |
| 8    | Tim Howard       | 121  | 0     | 2002–2017 |
| 9    | Jozy Altidore    | 115  | 42    | 2007–2019 |
| 10   | Claudio Reyna    | 112  | 8     | 1994–2006 |

### A válogatottban legtöbb gólt szerző játékosok
Az adatok 2022. szeptember 27. állapotoknak felelnek meg.
- A még aktív játékosok (félkövérrel) vannak megjelölve.

| Rank | Player            | Goals | Caps | Ratio | Career    |
| ---- | ----------------- | ----- | ---- | ----- | --------- |
| 1    | Clint Dempsey     | 57    | 141  | 0.404 | 2004–2017 |
| 1    | Landon Donovan    | 57    | 157  | 0.363 | 2000–2014 |
| 3    | Jozy Altidore     | 42    | 115  | 0.365 | 2007–2019 |
| 4    | Eric Wynalda      | 34    | 106  | 0.321 | 1990–2000 |
| 5    | Brian McBride     | 30    | 95   | 0.316 | 1993–2006 |
| 6    | Joe-Max Moore     | 24    | 100  | 0.240 | 1992–2002 |
| 7    | Christian Pulisic | 21    | 52   | 0.404 | 2016–     |
| 7    | Bruce Murray      | 21    | 85   | 0.247 | 1985–1993 |
| 9    | Eddie Johnson     | 19    | 63   | 0.302 | 2004–2014 |
| 10   | Earnie Stewart    | 17    | 101  | 0.168 | 1990–2004 |
| 10   | DaMarcus Beasley  | 17    | 126  | 0.135 | 2001–2017 |
| 10   | Michael Bradley   | 17    | 151  | 0.113 | 2006–2019 |

## Szövetségi kapitányok
Az amerikai labdarúgó-válogatott eddigi szövetségi kapitányai:
| - Thomas Cahill (1916) - George Burford (1924) - Nat Agar (1925–1926) - George Burford (1928) - Robert Millar (1930) - David Gould (1934) - Bill Lloyd (1937) - Andrew Brown (1947) - Walter Giesler (1948–1949) - Bill Jeffrey (1950) - John Woods (1952–1953) - Schwarz Ernő (1953–1955) - George Meyer (1957) - Jim Reed (1959–1961) - John Herberger (1964) - George Meyer (1965) - Phil Woosnam (1968) - Gordon Jago (1969) | - Bob Kehoe (1971–1972) - Max Wosniak (1973) - Eugene Chyzowych (1973) - Gordon Bradley (1973) - Dettmar Cramer (1974) - Al Miller (1975) - Manny Schellscheidt (1975) - Walter Chyzowych (1976–1980) - Bob Gansler (1982) - Alkétasz Panagúliasz (1983–1985) - Lothar Osiander (1986–1988) - Bob Gansler (1989–1991) - John Kowalski (1991) - Bora Milutinović (1991–1995) - Steve Sampson (1996–1998) - Bruce Arena (1998–2006, 2016–2017) - Bob Bradley (2006–2011) - Jürgen Klinsmann (2011–2016) - Dave Sarachan (2017–2018) - Gregg Berhalter (2018–2022, 2023–2024) - Anthony Hudson (2023) - B.J. Callahan (2023) - Mikey Varas (2024) - Mauricio Pochettino (2024–) |